# Benjamin Matip
Pour les articles homonymes, voir Matip.
Benjamin Matip, né le 15 mai 1932 à Éséka, dans la région du Centre, et mort le 4 septembre 2017 à Douala est un écrivain camerounais francophone.

## Sélection d'œuvres
- Afrique, nous t'ignorons !, R. Lacoste, 1956
- Histoire diplomatique et sociale de l'Afrique Noire du XVe au XVIIIe siècle, Université de Paris, 1957, 81 p. (mémoire de DES)
- Heurts et malheurs des rapports Europe et Afrique noire dans l'histoire moderne (du 15e au 18e siècle), la Nef de Paris, 1959 (texte remanié du mémoire)
- À la belle étoile : contes et nouvelles d'Afrique, Présence africaine, 1962
- Laisse-nous bâtir une Afrique debout : roman dialogué, drame en 3 actes et 26 tableaux, Éditions Africascope, 1979
- Le Rendez-vous de Tachkent, paraîtra en début de l'année 2020.